# Eierverfmolen

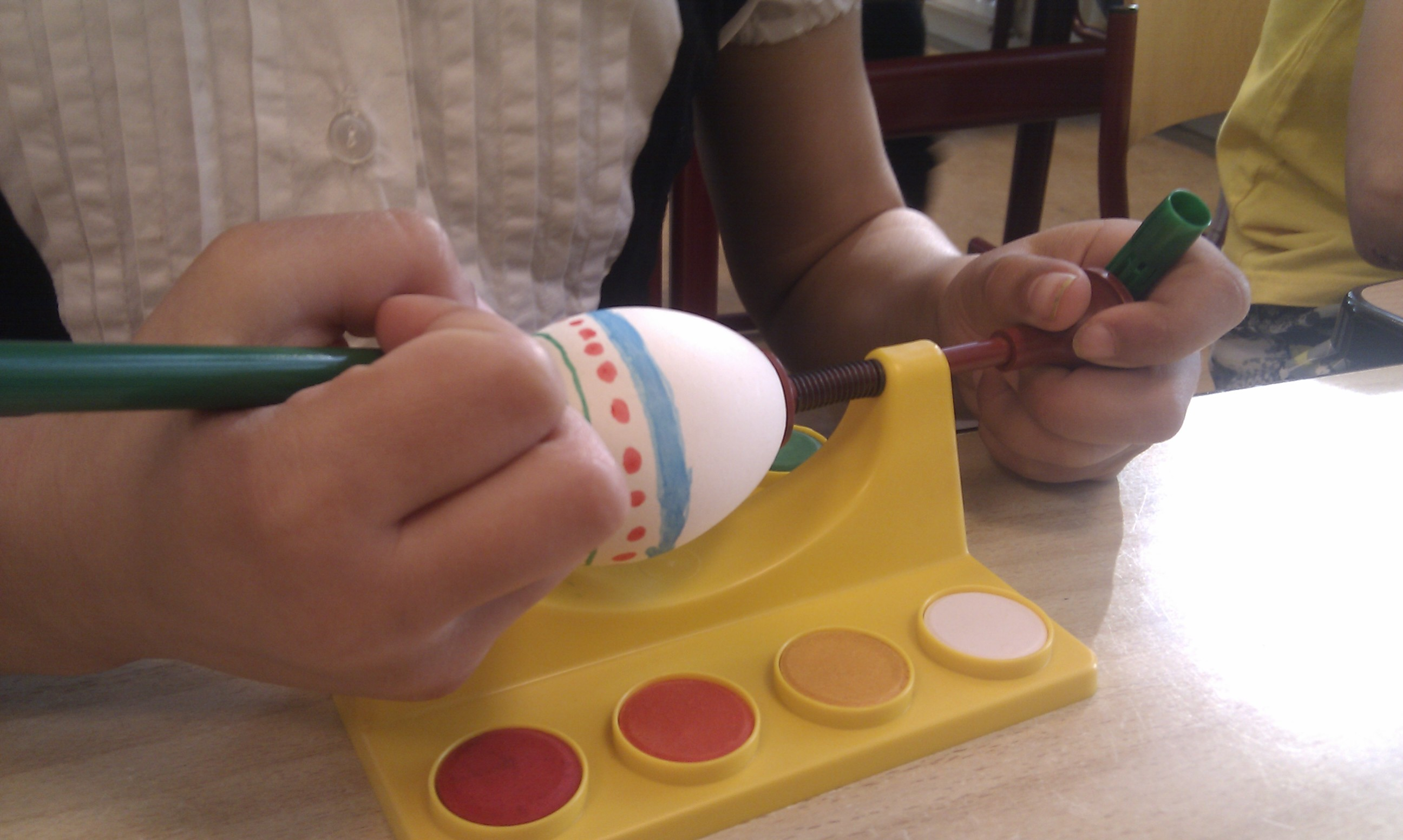
Een paasei wordt versierd in een eierverfmolen.

Een eierverfmolen is een mechanisme waar een paasei in geklemd kan worden, zodat het eenvoudig te beschilderen of versieren is. 
Hiervoor plaatst men het ei tussen twee zuignappen. Aan één kant kan de zuignap uitgetrokken worden met behulp van een veer. Hierdoor ontstaat er ruimte en kan het ei geplaatst worden, waarna de zuignap zachtjes wordt teruggeplaatst. Door aan de zuignappen te draaien, kan het ei worden rondgedraaid. Het ei dient gekookt te zijn, alvorens het beschilderd wordt. Op deze manier breekt het minder snel onder de druk van de veer en kan het ook langer bewaard worden als het eenmaal af is. Vaak is een eierverfmolen voorzien van verschillende kleuren verf. Op de plaats van de zuignappen kan het paasei niet beschilderd worden. Dit kan gedaan worden als het paasei uit de molen wordt gehaald. 